# Gold Cup 2019
Navigation
États-Unis 2017 États-Unis 2021
La Gold Cup 2019, quinzième édition de la Gold Cup, réunit 16  sélections de football d'Amérique du Nord, d'Amérique centrale et des Caraïbes affiliées à la CONCACAF. La compétition se déroule conjointement aux États-Unis, au Costa Rica et en Jamaïque du 15 juin au 7 juillet 2019.

## Nouveau format

### Passage à16 équipes
Le 26 février 2018, le congrès de la CONCACAF a décidé de faire passer le nombre d'équipes en phase finale de 12 à 16,. Ces changements entraînent une augmentation du nombre de rencontres à 31 (contre 25 en 2017).

## Équipes qualifiées
| Pays              | Qualification                                                           | Date         | Participations | Meilleur résultat                                                           | Dernière participation (résultat obtenu) |
| ----------------- | ----------------------------------------------------------------------- | ------------ | -------------- | --------------------------------------------------------------------------- | ---------------------------------------- |
| Mexique           | D'office (participants au tour final des éliminatoires du mondial 2018) | 7 mars 2018  | +15, (23)      | Vainqueur (10) · 1965, 1971, 1977, 1993, 1996, 1998, 2003, 2009, 2011, 2015 | 2017 (Demi-finaliste)                    |
| Costa Rica        | D'office (participants au tour final des éliminatoires du mondial 2018) | 7 mars 2018  | +14, (20)      | Vainqueur (3) · 1963, 1969, 1989                                            | 2017 (Demi-finaliste)                    |
| Panama            | D'office (participants au tour final des éliminatoires du mondial 2018) | 7 mars 2018  | +9, (10)       | Finaliste (2) · 2005, 2013                                                  | 2017 (Quart-de-finaliste)                |
| Honduras          | D'office (participants au tour final des éliminatoires du mondial 2018) | 7 mars 2018  | +14, (20)      | Vainqueur (1) · 1981                                                        | 2017 (Quart-de-finaliste)                |
| États-Unis        | D'office (participants au tour final des éliminatoires du mondial 2018) | 7 mars 2018  | +15, (17)      | Vainqueur (6) · 1991, 2002, 2005, 2007, 2013, 2017                          | 2017 (Vainqueur)                         |
| Trinité-et-Tobago | D'office (participants au tour final des éliminatoires du mondial 2018) | 7 mars 2018  | +10, (16)      | Finaliste (1) · 1973                                                        | 2015 (Quart-de-finaliste)                |
| Curaçao           | CNL 2019 - 4e place                                                     | 23 mars 2019 | +2, (6)        | Troisième (2) · 1963, 1969                                                  | 2017 (1er tour)                          |
| Guyana            | CNL 2019 - 7e place                                                     | 23 mars 2019 | +1, (1)        | Première participation                                                      | Première participation                   |
| Martinique        | CNL 2019 - 3e place                                                     | 23 mars 2019 | +6, (6)        | 1/4 de finaliste (1) 2002                                                   | 2017 (1er tour)                          |
| Jamaïque          | CNL 2019 - 8e place                                                     | 23 mars 2019 | +10, (12)      | Finaliste (2) · 2015, 2017                                                  | 2017 (Finaliste)                         |
| Bermudes          | CNL 2019 - 5e place                                                     | 24 mars 2019 | +1, (1)        | Première participation                                                      | Première participation                   |
| Canada            | CNL 2019 - 2e place                                                     | 24 mars 2019 | +14, (17)      | Vainqueur (2) · 1985, 2000                                                  | 2017 (1/4 de finale)                     |
| Salvador          | CNL 2019 - 10e place                                                    | 24 mars 2019 | +11, (17)      | Finaliste (2) · 1963, 1981                                                  | 2017 (1/4 de finale)                     |
| Cuba              | CNL 2019 - 6e place                                                     | 24 mars 2019 | +9, (11)       | Quatrième (1) 1971                                                          | 2015 (1/4 de finale)                     |
| Haïti             | CNL 2019 - 1re place                                                    | 24 mars 2019 | +7, (14)       | Vainqueur (1) · 1973                                                        | 2015 (1/4 de finale)                     |
| Nicaragua         | CNL 2019 - 9e place                                                     | 24 mars 2019 | +3, (5)        | Sixième (1) 1967                                                            | 2017 (1er tour)                          |

## Villes et stades

### États-Unis
Le 18 mai 2018, la CONCACAF annonce que 15 stades américains ont été retenus afin d'accueillir les matchs du tournoi. Le 27 septembre 2018, l'organisation de la Gold Cup annonce que le Soldier Field accueillera la finale. 
| Saint Paul Minnesota  | Los Angeles Californie | Glendale Arizona | Philadelphie Pennsylvanie | Houston Texas                | Houston Texas     |
| --------------------- | --- | --- | --- | ---------------------------- | ----------------- |
| Allianz Field         | Banc of California Stadium | State Farm Stadium | Lincoln Financial Field | BBVA Compass Stadium         | NRG Stadium       |
| Capacité : 19 400     | Capacité : 22 000 | Capacité : 63 400 | Capacité : 69 176 | Capacité : 22 039            | Capacité : 71 795 |
|                       | | | |                              |                   |
|                       | | | |                              |                   |
| Nashville Tennessee   | [[Fichier:Usa edcp (+HI +AK) location map.svg\|715px\|{{#if:\|{{{alt}}}\|Gold Cup 2019 est dans la page États-Unis.]]Cleveland Glendale Frisco Houston Nashville Harrison Denver Los Angeles Saint Paul Kansas City Philadelphie Pasadena Chicago Charlotte Gold Cup 2019 (États-Unis) | [[Fichier:Usa edcp (+HI +AK) location map.svg\|715px\|{{#if:\|{{{alt}}}\|Gold Cup 2019 est dans la page États-Unis.]]Cleveland Glendale Frisco Houston Nashville Harrison Denver Los Angeles Saint Paul Kansas City Philadelphie Pasadena Chicago Charlotte Gold Cup 2019 (États-Unis) | [[Fichier:Usa edcp (+HI +AK) location map.svg\|715px\|{{#if:\|{{{alt}}}\|Gold Cup 2019 est dans la page États-Unis.]]Cleveland Glendale Frisco Houston Nashville Harrison Denver Los Angeles Saint Paul Kansas City Philadelphie Pasadena Chicago Charlotte Gold Cup 2019 (États-Unis) | Cleveland Ohio               |                   |
| Nissan Stadium        | [[Fichier:Usa edcp (+HI +AK) location map.svg\|715px\|{{#if:\|{{{alt}}}\|Gold Cup 2019 est dans la page États-Unis.]]Cleveland Glendale Frisco Houston Nashville Harrison Denver Los Angeles Saint Paul Kansas City Philadelphie Pasadena Chicago Charlotte Gold Cup 2019 (États-Unis) | [[Fichier:Usa edcp (+HI +AK) location map.svg\|715px\|{{#if:\|{{{alt}}}\|Gold Cup 2019 est dans la page États-Unis.]]Cleveland Glendale Frisco Houston Nashville Harrison Denver Los Angeles Saint Paul Kansas City Philadelphie Pasadena Chicago Charlotte Gold Cup 2019 (États-Unis) | [[Fichier:Usa edcp (+HI +AK) location map.svg\|715px\|{{#if:\|{{{alt}}}\|Gold Cup 2019 est dans la page États-Unis.]]Cleveland Glendale Frisco Houston Nashville Harrison Denver Los Angeles Saint Paul Kansas City Philadelphie Pasadena Chicago Charlotte Gold Cup 2019 (États-Unis) | FirstEnergy Stadium          |                   |
| Capacité : 69 143     | [[Fichier:Usa edcp (+HI +AK) location map.svg\|715px\|{{#if:\|{{{alt}}}\|Gold Cup 2019 est dans la page États-Unis.]]Cleveland Glendale Frisco Houston Nashville Harrison Denver Los Angeles Saint Paul Kansas City Philadelphie Pasadena Chicago Charlotte Gold Cup 2019 (États-Unis) | [[Fichier:Usa edcp (+HI +AK) location map.svg\|715px\|{{#if:\|{{{alt}}}\|Gold Cup 2019 est dans la page États-Unis.]]Cleveland Glendale Frisco Houston Nashville Harrison Denver Los Angeles Saint Paul Kansas City Philadelphie Pasadena Chicago Charlotte Gold Cup 2019 (États-Unis) | [[Fichier:Usa edcp (+HI +AK) location map.svg\|715px\|{{#if:\|{{{alt}}}\|Gold Cup 2019 est dans la page États-Unis.]]Cleveland Glendale Frisco Houston Nashville Harrison Denver Los Angeles Saint Paul Kansas City Philadelphie Pasadena Chicago Charlotte Gold Cup 2019 (États-Unis) | Capacité : 67 895            |                   |
|                       | [[Fichier:Usa edcp (+HI +AK) location map.svg\|715px\|{{#if:\|{{{alt}}}\|Gold Cup 2019 est dans la page États-Unis.]]Cleveland Glendale Frisco Houston Nashville Harrison Denver Los Angeles Saint Paul Kansas City Philadelphie Pasadena Chicago Charlotte Gold Cup 2019 (États-Unis) | [[Fichier:Usa edcp (+HI +AK) location map.svg\|715px\|{{#if:\|{{{alt}}}\|Gold Cup 2019 est dans la page États-Unis.]]Cleveland Glendale Frisco Houston Nashville Harrison Denver Los Angeles Saint Paul Kansas City Philadelphie Pasadena Chicago Charlotte Gold Cup 2019 (États-Unis) | [[Fichier:Usa edcp (+HI +AK) location map.svg\|715px\|{{#if:\|{{{alt}}}\|Gold Cup 2019 est dans la page États-Unis.]]Cleveland Glendale Frisco Houston Nashville Harrison Denver Los Angeles Saint Paul Kansas City Philadelphie Pasadena Chicago Charlotte Gold Cup 2019 (États-Unis) |                              |                   |
|                       | [[Fichier:Usa edcp (+HI +AK) location map.svg\|715px\|{{#if:\|{{{alt}}}\|Gold Cup 2019 est dans la page États-Unis.]]Cleveland Glendale Frisco Houston Nashville Harrison Denver Los Angeles Saint Paul Kansas City Philadelphie Pasadena Chicago Charlotte Gold Cup 2019 (États-Unis) | [[Fichier:Usa edcp (+HI +AK) location map.svg\|715px\|{{#if:\|{{{alt}}}\|Gold Cup 2019 est dans la page États-Unis.]]Cleveland Glendale Frisco Houston Nashville Harrison Denver Los Angeles Saint Paul Kansas City Philadelphie Pasadena Chicago Charlotte Gold Cup 2019 (États-Unis) | [[Fichier:Usa edcp (+HI +AK) location map.svg\|715px\|{{#if:\|{{{alt}}}\|Gold Cup 2019 est dans la page États-Unis.]]Cleveland Glendale Frisco Houston Nashville Harrison Denver Los Angeles Saint Paul Kansas City Philadelphie Pasadena Chicago Charlotte Gold Cup 2019 (États-Unis) |                              |                   |
| Kansas City Kansas    | [[Fichier:Usa edcp (+HI +AK) location map.svg\|715px\|{{#if:\|{{{alt}}}\|Gold Cup 2019 est dans la page États-Unis.]]Cleveland Glendale Frisco Houston Nashville Harrison Denver Los Angeles Saint Paul Kansas City Philadelphie Pasadena Chicago Charlotte Gold Cup 2019 (États-Unis) | [[Fichier:Usa edcp (+HI +AK) location map.svg\|715px\|{{#if:\|{{{alt}}}\|Gold Cup 2019 est dans la page États-Unis.]]Cleveland Glendale Frisco Houston Nashville Harrison Denver Los Angeles Saint Paul Kansas City Philadelphie Pasadena Chicago Charlotte Gold Cup 2019 (États-Unis) | [[Fichier:Usa edcp (+HI +AK) location map.svg\|715px\|{{#if:\|{{{alt}}}\|Gold Cup 2019 est dans la page États-Unis.]]Cleveland Glendale Frisco Houston Nashville Harrison Denver Los Angeles Saint Paul Kansas City Philadelphie Pasadena Chicago Charlotte Gold Cup 2019 (États-Unis) | Denver Colorado              |                   |
| Children's Mercy Park | [[Fichier:Usa edcp (+HI +AK) location map.svg\|715px\|{{#if:\|{{{alt}}}\|Gold Cup 2019 est dans la page États-Unis.]]Cleveland Glendale Frisco Houston Nashville Harrison Denver Los Angeles Saint Paul Kansas City Philadelphie Pasadena Chicago Charlotte Gold Cup 2019 (États-Unis) | [[Fichier:Usa edcp (+HI +AK) location map.svg\|715px\|{{#if:\|{{{alt}}}\|Gold Cup 2019 est dans la page États-Unis.]]Cleveland Glendale Frisco Houston Nashville Harrison Denver Los Angeles Saint Paul Kansas City Philadelphie Pasadena Chicago Charlotte Gold Cup 2019 (États-Unis) | [[Fichier:Usa edcp (+HI +AK) location map.svg\|715px\|{{#if:\|{{{alt}}}\|Gold Cup 2019 est dans la page États-Unis.]]Cleveland Glendale Frisco Houston Nashville Harrison Denver Los Angeles Saint Paul Kansas City Philadelphie Pasadena Chicago Charlotte Gold Cup 2019 (États-Unis) | Broncos Stadium at Mile High |                   |
| Capacité : 18 467     | [[Fichier:Usa edcp (+HI +AK) location map.svg\|715px\|{{#if:\|{{{alt}}}\|Gold Cup 2019 est dans la page États-Unis.]]Cleveland Glendale Frisco Houston Nashville Harrison Denver Los Angeles Saint Paul Kansas City Philadelphie Pasadena Chicago Charlotte Gold Cup 2019 (États-Unis) | [[Fichier:Usa edcp (+HI +AK) location map.svg\|715px\|{{#if:\|{{{alt}}}\|Gold Cup 2019 est dans la page États-Unis.]]Cleveland Glendale Frisco Houston Nashville Harrison Denver Los Angeles Saint Paul Kansas City Philadelphie Pasadena Chicago Charlotte Gold Cup 2019 (États-Unis) | [[Fichier:Usa edcp (+HI +AK) location map.svg\|715px\|{{#if:\|{{{alt}}}\|Gold Cup 2019 est dans la page États-Unis.]]Cleveland Glendale Frisco Houston Nashville Harrison Denver Los Angeles Saint Paul Kansas City Philadelphie Pasadena Chicago Charlotte Gold Cup 2019 (États-Unis) | Capacité : 76 125            |                   |
|                       | [[Fichier:Usa edcp (+HI +AK) location map.svg\|715px\|{{#if:\|{{{alt}}}\|Gold Cup 2019 est dans la page États-Unis.]]Cleveland Glendale Frisco Houston Nashville Harrison Denver Los Angeles Saint Paul Kansas City Philadelphie Pasadena Chicago Charlotte Gold Cup 2019 (États-Unis) | [[Fichier:Usa edcp (+HI +AK) location map.svg\|715px\|{{#if:\|{{{alt}}}\|Gold Cup 2019 est dans la page États-Unis.]]Cleveland Glendale Frisco Houston Nashville Harrison Denver Los Angeles Saint Paul Kansas City Philadelphie Pasadena Chicago Charlotte Gold Cup 2019 (États-Unis) | [[Fichier:Usa edcp (+HI +AK) location map.svg\|715px\|{{#if:\|{{{alt}}}\|Gold Cup 2019 est dans la page États-Unis.]]Cleveland Glendale Frisco Houston Nashville Harrison Denver Los Angeles Saint Paul Kansas City Philadelphie Pasadena Chicago Charlotte Gold Cup 2019 (États-Unis) |                              |                   |
|                       | [[Fichier:Usa edcp (+HI +AK) location map.svg\|715px\|{{#if:\|{{{alt}}}\|Gold Cup 2019 est dans la page États-Unis.]]Cleveland Glendale Frisco Houston Nashville Harrison Denver Los Angeles Saint Paul Kansas City Philadelphie Pasadena Chicago Charlotte Gold Cup 2019 (États-Unis) | [[Fichier:Usa edcp (+HI +AK) location map.svg\|715px\|{{#if:\|{{{alt}}}\|Gold Cup 2019 est dans la page États-Unis.]]Cleveland Glendale Frisco Houston Nashville Harrison Denver Los Angeles Saint Paul Kansas City Philadelphie Pasadena Chicago Charlotte Gold Cup 2019 (États-Unis) | [[Fichier:Usa edcp (+HI +AK) location map.svg\|715px\|{{#if:\|{{{alt}}}\|Gold Cup 2019 est dans la page États-Unis.]]Cleveland Glendale Frisco Houston Nashville Harrison Denver Los Angeles Saint Paul Kansas City Philadelphie Pasadena Chicago Charlotte Gold Cup 2019 (États-Unis) |                              |                   |
| Frisco Texas          | Harrison New Jersey | Pasadena Californie | Charlotte Caroline du Nord | Chicago Illinois             |                   |
| Toyota Stadium        | Red Bull Arena | Rose Bowl | Bank of America Stadium | Soldier Field                |                   |
| Capacité : 20 500     | Capacité : 25 000 | Capacité : 90 888 | Capacité : 75 525 | Capacité : 61 500            |                   |
|                       | | | |                              |                   |
|                       | | | |                              |                   |

| [[Fichier:Costa_Rica_location_map.svg\|400px\|{{#if:\|{{{alt}}}\|Gold Cup 2019 est dans la page Costa Rica.]]San José Gold Cup 2019 (Costa Rica) |
| San José |
| Estadio Nacional |
| Capacité : 35 100 |
| |
| |

| [[Fichier:Jamaica location map.svg\|400px\|{{#if:\|{{{alt}}}\|Gold Cup 2019 est dans la page Jamaïque.]]Kingston Gold Cup 2019 (Jamaïque) |
| Kingston |
| Independence Park |
| Capacité: 35 000 |
| |
| |

## Premier tour

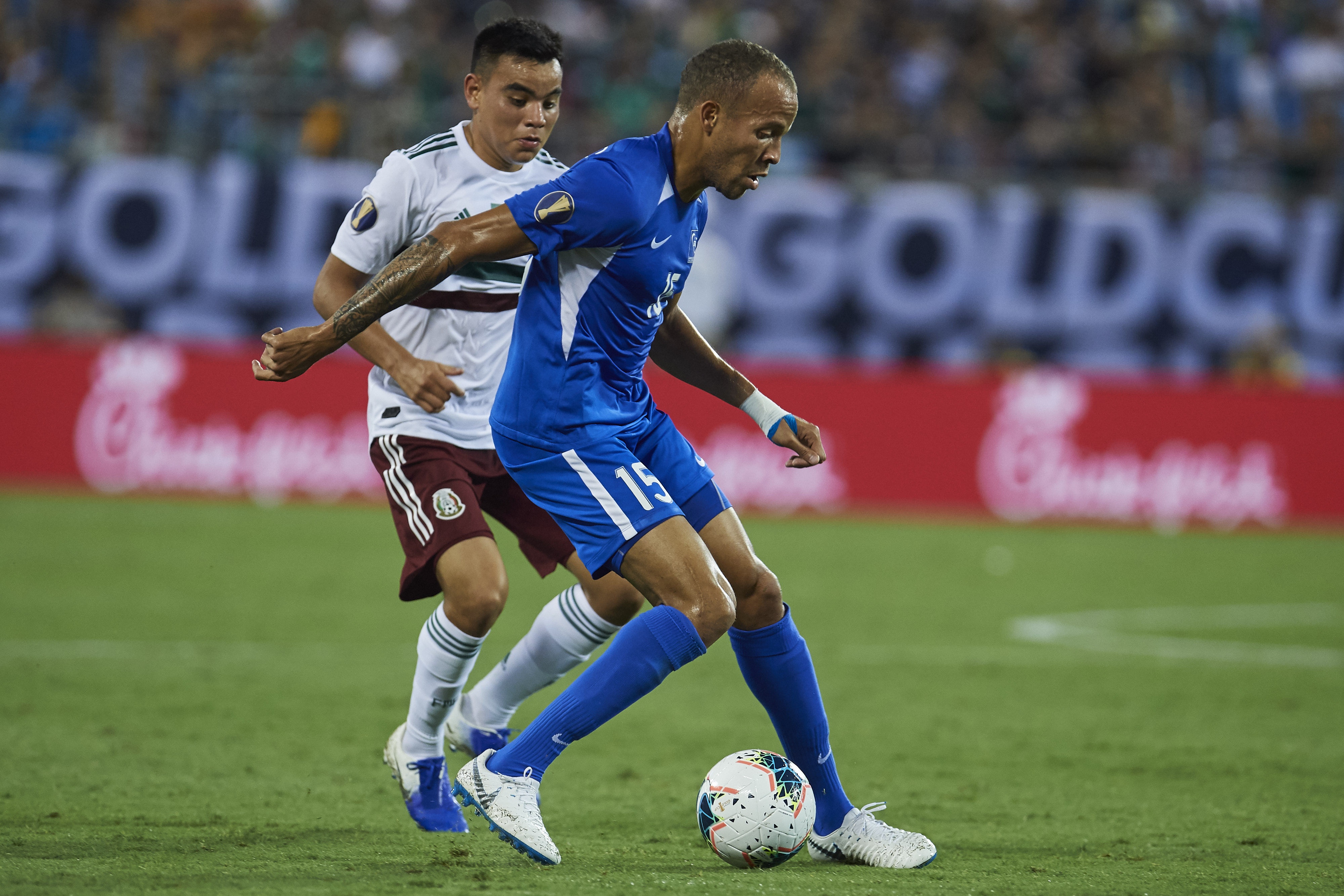
Audrick Linord lors du match Martinique - Mexique, phase de groupe à la Gold Cup 2019

Tirage au sort

### Groupe A
|   | Équipe     | Pts | J | G | N | P | BP | BC | Diff |
| 1 | Mexique    | 9   | 3 | 3 | 0 | 0 | 13 | 3  | +10  |
| 2 | Canada     | 6   | 3 | 2 | 0 | 1 | 12 | 3  | +9   |
| 3 | Martinique | 3   | 3 | 1 | 0 | 2 | 5  | 7  | -2   |
| 4 | Cuba       | 0   | 3 | 0 | 0 | 3 | 0  | 17 | -17  |

1re journée
| Match 1                           | Canada | 4 - 0   | Martinique | Rose Bowl, Pasadena                            |                                                |
| 15 juin 2019 16h30 (heure locale) | David 33e 53e · Hoilett 62e · Arfield 67e | (1 - 0) | | Spectateurs : 65 527 Arbitrage : Said Martínez | Spectateurs : 65 527 Arbitrage : Said Martínez |
| 15 juin 2019 16h30 (heure locale) | Rapport |         | | Spectateurs : 65 527 Arbitrage : Said Martínez | Spectateurs : 65 527 Arbitrage : Said Martínez |
| 15 juin 2019 16h30 (heure locale) | Borjan - Godinho, Cornelius, Kaye ( 75e Teibert) - Piette ( 16e), Arfield, Hutchinson, Osorio, Davies ( 70e Millar) - Hoilett ( 64e Cavallini), David | Équipes | Chauvet - Vitulin, Delem ( 13e), Babin, Camille - Ya. Thimon ( 76e Marajo), Hérelle, Abaul, Marveaux ( 73e Jougon), Fortuné ( 64e Biron) - Parsemain | Spectateurs : 65 527 Arbitrage : Said Martínez | Spectateurs : 65 527 Arbitrage : Said Martínez |

| Match 2                           | Mexique | 7 - 0   | Cuba | Rose Bowl, Pasadena                         |                                             |
| 15 juin 2019 19h00 (heure locale) | Antuna 2e 44e 80e · Jiménez 31e 64e · Reyes 38e · Vega 74e                                                                                       | (4 - 0) | | Spectateurs : 65 527 Arbitrage : John Pitti | Spectateurs : 65 527 Arbitrage : John Pitti |
| 15 juin 2019 19h00 (heure locale) | Rapport |         | | Spectateurs : 65 527 Arbitrage : John Pitti | Spectateurs : 65 527 Arbitrage : John Pitti |
| 15 juin 2019 19h00 (heure locale) | Ochoa - L. Rodríguez, Araujo, Salcedo ( 77e Montes), Gallardo - C. Rodríguez, Reyes, Guardado - Alvarado ( 65e Pineda), Raúl ( 72e Vega), Antuna | Équipes | Sánchez - Martínez, Piedra, López, Espino ( 87e Portal), Dariel Morejón ( 57e Luis) - Abreu, Baquero, Morris ( 39e, 66e Álvarez), Hernández - Paradela | Spectateurs : 65 527 Arbitrage : John Pitti | Spectateurs : 65 527 Arbitrage : John Pitti |

2e journée
| Match 9                           | Cuba | 0 - 3   | Martinique | Broncos Stadium at Mile High, Denver                   |                                                        |
| 19 juin 2019 18h00 (heure locale) | Rizo , 81e | (0 - 1) | 45e Marveaux · 70e Abaul · 85e Fortuné | Spectateurs : 52 874 Arbitrage : Abdulrahman Al-Jassim | Spectateurs : 52 874 Arbitrage : Abdulrahman Al-Jassim |
| 19 juin 2019 18h00 (heure locale) | Rapport |         | | Spectateurs : 52 874 Arbitrage : Abdulrahman Al-Jassim | Spectateurs : 52 874 Arbitrage : Abdulrahman Al-Jassim |
| 19 juin 2019 18h00 (heure locale) | Sánchez - Rizo ( 74e, 81e), Piedra, Luis ( 58e), Dariel Morejón - Reyes, Espino ( 21e, 44e Álvarez), Baquero, Caballero - Hernández, Paradela ( 88e Portal) | Équipes | Chauvet - Camille ( 82e), Barthéléry ( 76e Yo. Thimon), Delem, Babin - Hérelle, Marveaux ( 26e, 89e Pastel), Abaul, Biron ( 39e, 59e Marajo), Fortuné - Parsemain | Spectateurs : 52 874 Arbitrage : Abdulrahman Al-Jassim | Spectateurs : 52 874 Arbitrage : Abdulrahman Al-Jassim |

| Match 10                          | Mexique | 3 - 1   | Canada | Broncos Stadium at Mile High, Denver            |                                                 |
| 19 juin 2019 20h30 (heure locale) | Alvarado 40e · Guardado 54e 77e | (1 - 0) | 75e Cavallini | Spectateurs : 52 874 Arbitrage : Henry Bejarano | Spectateurs : 52 874 Arbitrage : Henry Bejarano |
| 19 juin 2019 20h30 (heure locale) | Rapport |         | | Spectateurs : 52 874 Arbitrage : Henry Bejarano | Spectateurs : 52 874 Arbitrage : Henry Bejarano |
| 19 juin 2019 20h30 (heure locale) | Ochoa - L. Rodríguez, Araujo, Reyes, Gallardo - J. dos Santos ( 73e C. Rodríguez), Álvarez, Gutiérrez ( 37e Guardado) - Antuna, Raúl, Alvarado ( 68e L. Montes) | Équipes | Borjan - Brault-Guillard, Cornelius, Henry, Kaye ( 79e), Teibert ( 60e Osorio) - Johnson ( 60e Arfield), Hutchinson, Cavallini, Davies - Larin ( 57e David) | Spectateurs : 52 874 Arbitrage : Henry Bejarano | Spectateurs : 52 874 Arbitrage : Henry Bejarano |

3e journée
| Match 17                          | Canada | 7 - 0   | Cuba | Bank of America Stadium, Charlotte                  |                                                     |
| 23 juin 2019 18h00 (heure locale) | David 3e 71e 77e · Cavallini 21e 43e 45+1e · Hoilett 50e                                                                                          | (4 - 0) | | Spectateurs : 59 283 Arbitrage : Armando Villarreal | Spectateurs : 59 283 Arbitrage : Armando Villarreal |
| 23 juin 2019 18h00 (heure locale) | Rapport |         | | Spectateurs : 59 283 Arbitrage : Armando Villarreal | Spectateurs : 59 283 Arbitrage : Armando Villarreal |
| 23 juin 2019 18h00 (heure locale) | Borjan - Cornelius, Henry ( 61e Miller), Godinho - Piette, Arfield ( 19e), Osorio, Davies ( 70e Millar) - Hoilett, Cavallini ( 61e Morgan), David | Équipes | Sánchez - Piedra ( 55e), Dariel Morejón ( 6e), Baquero, Álvarez ( 54e Espino) - Portal ( 76e Abreu), Hernández, Kindelán, Caballero - Paradela ( 29e, 70e Rodríguez), Reyes | Spectateurs : 59 283 Arbitrage : Armando Villarreal | Spectateurs : 59 283 Arbitrage : Armando Villarreal |

| Match 18                          | Martinique | 2 - 3   | Mexique | Bank of America Stadium, Charlotte           |                                              |
| 23 juin 2019 20h30 (heure locale) | Parsemain 56e · Delem 84e | (0 - 1) | 29e Antuna · 61e Jiménez · 72e Navarro | Spectateurs : 59 283 Arbitrage : Iván Barton | Spectateurs : 59 283 Arbitrage : Iván Barton |
| 23 juin 2019 20h30 (heure locale) | Rapport |         | | Spectateurs : 59 283 Arbitrage : Iván Barton | Spectateurs : 59 283 Arbitrage : Iván Barton |
| 23 juin 2019 20h30 (heure locale) | Chauvet - Babin, Delem ( 10e), Camille, Barthéléry - Marveaux ( 14e Linord), Hérelle, Abaul, Ya. Thimon ( 32e, 79e Jougon) - Fortuné ( 68e Marajo), Parsemain | Équipes | Orozco - Navarro, Salcedo, C. Montes, Gallardo - C. Rodríguez, Álvarez, Guardado ( 36e, 67e J. dos Santos) - Antuna, Raúl ( 77e Vega), Alvarado ( 46e Pizarro) | Spectateurs : 59 283 Arbitrage : Iván Barton | Spectateurs : 59 283 Arbitrage : Iván Barton |

### Groupe B
|   | Équipe     | Pts | J | G | N | P | BP | BC | Diff |
| 1 | Haïti      | 9   | 3 | 3 | 0 | 0 | 6  | 2  | +4   |
| 2 | Costa Rica | 6   | 3 | 2 | 0 | 1 | 7  | 3  | +4   |
| 3 | Bermudes   | 3   | 3 | 1 | 0 | 2 | 4  | 4  | 0    |
| 4 | Nicaragua  | 0   | 3 | 0 | 0 | 3 | 0  | 8  | -8   |

1re journée
| Match 3                           | Haïti | 2 - 1   | Bermudes | Estadio Nacional, San José                        |                                                   |
| 16 juin 2019 16h00 (heure locale) | Pierrot 54e 66e | (0 - 1) | 45+2e Leverock | Spectateurs : 19 140 Arbitrage : Daneon Parchment | Spectateurs : 19 140 Arbitrage : Daneon Parchment |
| 16 juin 2019 16h00 (heure locale) | Rapport |         | | Spectateurs : 19 140 Arbitrage : Daneon Parchment | Spectateurs : 19 140 Arbitrage : Daneon Parchment |
| 16 juin 2019 16h00 (heure locale) | Placide - Arcus, Adé, Jérôme ( 12e Geffrard), Guerrier ( 75e) - Alceus, Herivaux, Saba - Nazon ( 87e Désiré), Pierrot, Hérold Jr. ( 46e Etienne) | Équipes | Eve - Lambe ( 62e Butterfield), Bather, Leverock, Minors - Bascome ( 76e Smith), Brangman, Simmons ( 58e Donawa), Clemons, Lewis - Wells | Spectateurs : 19 140 Arbitrage : Daneon Parchment | Spectateurs : 19 140 Arbitrage : Daneon Parchment |

| Match 4                           | Costa Rica | 4 - 0   | Nicaragua | Estadio Nacional, San José                   |                                              |
| 16 juin 2019 18h30 (heure locale) | Oviedo 7e · Borges 19e · Aguilar 45+1e · Cruz 75e                                                                                           | (3 - 0) | | Spectateurs : 19 140 Arbitrage : Marco Ortiz | Spectateurs : 19 140 Arbitrage : Marco Ortiz |
| 16 juin 2019 18h30 (heure locale) | Rapport |         | | Spectateurs : 19 140 Arbitrage : Marco Ortiz | Spectateurs : 19 140 Arbitrage : Marco Ortiz |
| 16 juin 2019 18h30 (heure locale) | Moreira - Gamboa, Duarte, Waston ( 16e), Oviedo - Borges, Cruz, Aguilar ( 78e Leal), Campbell - McDonald ( 76e Saborío), George ( 60e Ruiz) | Équipes | Lorente - Quijano, Montenegro, Copete ( 80e), Rosas - M. López, Punyed ( 38e Cadena), Barrera, Bonilla ( 85e Gkoufas), Flores ( 46e Chavarría) - Betancur | Spectateurs : 19 140 Arbitrage : Marco Ortiz | Spectateurs : 19 140 Arbitrage : Marco Ortiz |

2e journée
| Match 11                          | Nicaragua | 0 - 2   | Haïti | Toyota Stadium, Frisco                        |                                               |
| 20 juin 2019 18h00 (heure locale) | | (0 - 2) | 22e Saba · 33e (csc) Rosas | Spectateurs : 7 000 Arbitrage : Mario Escobar | Spectateurs : 7 000 Arbitrage : Mario Escobar |
| 20 juin 2019 18h00 (heure locale) | Rapport |         | | Spectateurs : 7 000 Arbitrage : Mario Escobar | Spectateurs : 7 000 Arbitrage : Mario Escobar |
| 20 juin 2019 18h00 (heure locale) | Maradiaga - Quijano, O. López ( 20e), Copete, Rosas ( 67e Flores) - Punyed ( 78e Gkoufas), Serapio ( 89e), Cadena ( 46e Galeano) - Barrera, Bonilla, Betancur | Équipes | Placide - Arcus ( 13e), Jean-Baptiste, Geffrard, Guerrier ( 66e, 81e Christian) - Alceus, Herivaux, Saba ( 72e Cantave) - Etienne ( 84e), Nazon, Pierrot ( 75e, 78e Désiré) | Spectateurs : 7 000 Arbitrage : Mario Escobar | Spectateurs : 7 000 Arbitrage : Mario Escobar |

| Match 12                          | Costa Rica               | 2 - 1   | Bermudes         | Toyota Stadium, Frisco                         |                                                |
| 20 juin 2019 20h30 (heure locale) | George 30e · Aguilar 54e | (1 - 0) | 59e (pen.) Wells | Spectateurs : 7 000 Arbitrage : Yadel Martinez | Spectateurs : 7 000 Arbitrage : Yadel Martinez |
| 20 juin 2019 20h30 (heure locale) | Rapport                  |         |                  | Spectateurs : 7 000 Arbitrage : Yadel Martinez | Spectateurs : 7 000 Arbitrage : Yadel Martinez |

3e journée
| Match 19                          | Bermudes                | 2 - 0   | Nicaragua | Red Bull Arena, Harrison                         |                                                  |
| 24 juin 2019 18h30 (heure locale) | Simmons 60e · Wells 71e | (0 - 0) |           | Spectateurs : 20 044 Arbitrage : Adonai Escobedo | Spectateurs : 20 044 Arbitrage : Adonai Escobedo |
| 24 juin 2019 18h30 (heure locale) | Rapport                 |         |           | Spectateurs : 20 044 Arbitrage : Adonai Escobedo | Spectateurs : 20 044 Arbitrage : Adonai Escobedo |

| Match 20                          | Haïti                         | 2 - 1   | Costa Rica       | Red Bull Arena, Harrison                       |                                                |
| 24 juin 2019 21h00 (heure locale) | Nazon 57e (pen.) · Alexis 81e | (0 - 1) | 13e (csc) Alexis | Spectateurs : 20 044 Arbitrage : Ismail Elfath | Spectateurs : 20 044 Arbitrage : Ismail Elfath |
| 24 juin 2019 21h00 (heure locale) | Rapport                       |         |                  | Spectateurs : 20 044 Arbitrage : Ismail Elfath | Spectateurs : 20 044 Arbitrage : Ismail Elfath |

### Groupe C
|   | Équipe   | Pts | J | G | N | P | BP | BC | Diff |
| 1 | Jamaïque | 5   | 3 | 1 | 2 | 0 | 4  | 3  | +1   |
| 2 | Curaçao  | 4   | 3 | 1 | 1 | 1 | 2  | 2  | 0    |
| 3 | Salvador | 4   | 3 | 1 | 1 | 1 | 1  | 4  | -3   |
| 4 | Honduras | 3   | 3 | 1 | 0 | 2 | 6  | 4  | +2   |

1re journée
| Match 5                           | Curaçao | 0 - 1   | Salvador      | Independence Park, Kingston                   |                                               |
| 17 juin 2019 18h00 (heure locale) |         | (0 - 1) | 45+1e Bonilla | Spectateurs : 17 874 Arbitrage : Walter López | Spectateurs : 17 874 Arbitrage : Walter López |
| 17 juin 2019 18h00 (heure locale) | Rapport |         |               | Spectateurs : 17 874 Arbitrage : Walter López | Spectateurs : 17 874 Arbitrage : Walter López |

| Match 6                           | Jamaïque                  | 3 - 2   | Honduras                    | Independence Park, Kingston                   |                                               |
| 17 juin 2019 20h30 (heure locale) | Orgill 15e 41e · Lowe 56e | (2 - 0) | 54e Lozano · 90+2e Castillo | Spectateurs : 17 874 Arbitrage : Jair Marrufo | Spectateurs : 17 874 Arbitrage : Jair Marrufo |
| 17 juin 2019 20h30 (heure locale) | Rapport                   |         |                             | Spectateurs : 17 874 Arbitrage : Jair Marrufo | Spectateurs : 17 874 Arbitrage : Jair Marrufo |

2e journée
| Match 13                          | Salvador | 0 - 0   | Jamaïque | BBVA Compass Stadium, Houston               |                                             |
| 21 juin 2019 18h00 (heure locale) |          | (0 - 0) |          | Spectateurs : 22 395 Arbitrage : John Pitti | Spectateurs : 22 395 Arbitrage : John Pitti |
| 21 juin 2019 18h00 (heure locale) | Rapport  |         |          | Spectateurs : 22 395 Arbitrage : John Pitti | Spectateurs : 22 395 Arbitrage : John Pitti |

| Match 14                          | Honduras | 0 - 1   | Curaçao    | BBVA Compass Stadium, Houston                          |                                                        |
| 21 juin 2019 20h30 (heure locale) |          | (0 - 1) | 40e Bacuna | Spectateurs : 22 395 Arbitrage : Juan Gabriel Calderón | Spectateurs : 22 395 Arbitrage : Juan Gabriel Calderón |
| 21 juin 2019 20h30 (heure locale) | Rapport  |         |            | Spectateurs : 22 395 Arbitrage : Juan Gabriel Calderón | Spectateurs : 22 395 Arbitrage : Juan Gabriel Calderón |

3e journée
| Match 21                          | Jamaïque      | 1 - 1   | Curaçao     | Banc of California Stadium, Los Angeles      |                                              |
| 25 juin 2019 17h00 (heure locale) | Nicholson 14e | (1 - 0) | 90+4e Gaari | Spectateurs : 28 017 Arbitrage : Marco Ortíz | Spectateurs : 28 017 Arbitrage : Marco Ortíz |
| 25 juin 2019 17h00 (heure locale) | Rapport       |         |             | Spectateurs : 28 017 Arbitrage : Marco Ortíz | Spectateurs : 28 017 Arbitrage : Marco Ortíz |

| Match 22                          | Honduras                                                  | 4 - 0 | Salvador | Banc of California Stadium, Los Angeles            |                                                    |
| 25 juin 2019 19h30 (heure locale) | Álvarez 59e · Castillo 65e · Acosta 75e · Izaguirre 90+1e |       |          | Spectateurs : 28 014 Arbitrage : Fernando Guerrero | Spectateurs : 28 014 Arbitrage : Fernando Guerrero |
| 25 juin 2019 19h30 (heure locale) | Rapport                                                   |       |          | Spectateurs : 28 014 Arbitrage : Fernando Guerrero | Spectateurs : 28 014 Arbitrage : Fernando Guerrero |

### Groupe D
|   | Équipe            | Pts | J | G | N | P | BP | BC | Diff |
| 1 | États-Unis        | 9   | 3 | 3 | 0 | 0 | 11 | 0  | +11  |
| 2 | Panama            | 6   | 3 | 2 | 0 | 1 | 6  | 3  | +3   |
| 3 | Guyana            | 1   | 3 | 0 | 1 | 2 | 3  | 9  | -6   |
| 4 | Trinité-et-Tobago | 1   | 3 | 0 | 1 | 2 | 1  | 9  | -8   |

1re journée
| Match 7                           | Panama                    | 2 - 0   | Trinité-et-Tobago | Allianz Field, Saint Paul                        |                                                  |
| 18 juin 2019 18h30 (heure locale) | Cooper 53e · Bárcenas 69e | (0 - 0) |                   | Spectateurs : 19 418 Arbitrage : Adonai Escobedo | Spectateurs : 19 418 Arbitrage : Adonai Escobedo |
| 18 juin 2019 18h30 (heure locale) | Rapport                   |         |                   | Spectateurs : 19 418 Arbitrage : Adonai Escobedo | Spectateurs : 19 418 Arbitrage : Adonai Escobedo |

| Match 8                           | États-Unis                              | 4 - 0   | Guyana | Allianz Field, Saint Paul                    |                                              |
| 18 juin 2019 21h00 (heure locale) | Arriola 28e · Boyd 51e 81e · Zardes 55e | (1 - 0) |        | Spectateurs : 19 418 Arbitrage : Iván Barton | Spectateurs : 19 418 Arbitrage : Iván Barton |
| 18 juin 2019 21h00 (heure locale) | Rapport                                 |         |        | Spectateurs : 19 418 Arbitrage : Iván Barton | Spectateurs : 19 418 Arbitrage : Iván Barton |

2e journée
| Match 15                          | Guyana                        | 2 - 4   | Panama                                                           | FirstEnergy Stadium, Cleveland                    |                                                   |
| 22 juin 2019 17h30 (heure locale) | Danns 33e (pen.) 90+3e (pen.) | (1 - 2) | 16e Arroyo · 40e (csc) Vancooten · 51e (pen.) Davis · 86e Torres | Spectateurs : 23 921 Arbitrage : Daneon Parchment | Spectateurs : 23 921 Arbitrage : Daneon Parchment |
| 22 juin 2019 17h30 (heure locale) | Rapport                       |         |                                                                  | Spectateurs : 23 921 Arbitrage : Daneon Parchment | Spectateurs : 23 921 Arbitrage : Daneon Parchment |

| Match 16                          | États-Unis                                                | 6 - 0   | Trinité-et-Tobago | FirstEnergy Stadium, Cleveland                 |                                                |
| 22 juin 2019 20h00 (heure locale) | Long 41e 90e · Zardes 66e 69e · Pulisic 73e · Arriola 78e | (1 - 0) |                   | Spectateurs : 23 921 Arbitrage : Said Martínez | Spectateurs : 23 921 Arbitrage : Said Martínez |
| 22 juin 2019 20h00 (heure locale) | Rapport                                                   |         |                   | Spectateurs : 23 921 Arbitrage : Said Martínez | Spectateurs : 23 921 Arbitrage : Said Martínez |

3e journée
| Match 23                          | Trinité-et-Tobago | 1 - 1   | Guyana    | Children's Mercy Park, Kansas City                     |                                                        |
| 26 juin 2019 17h30 (heure locale) | Molino 80e        | (0 - 0) | 54e Danns | Spectateurs : 17 037 Arbitrage : Juan Gabriel Calderón | Spectateurs : 17 037 Arbitrage : Juan Gabriel Calderón |
| 26 juin 2019 17h30 (heure locale) | Rapport           |         |           | Spectateurs : 17 037 Arbitrage : Juan Gabriel Calderón | Spectateurs : 17 037 Arbitrage : Juan Gabriel Calderón |

| Match 24                          | Panama  | 0 - 1   | États-Unis   | Children's Mercy Park, Kansas City                     |                                                        |
| 26 juin 2019 21h00 (heure locale) |         | (0 - 0) | 66e Altidore | Spectateurs : 17 037 Arbitrage : Abdulrahman Al-Jassim | Spectateurs : 17 037 Arbitrage : Abdulrahman Al-Jassim |
| 26 juin 2019 21h00 (heure locale) | Rapport |         |              | Spectateurs : 17 037 Arbitrage : Abdulrahman Al-Jassim | Spectateurs : 17 037 Arbitrage : Abdulrahman Al-Jassim |

## Tableau final
|  | Quarts de finale       | Quarts de finale  | Quarts de finale      | Quarts de finale  |          |          | Demi-finales         | Demi-finales         | Demi-finales         | Demi-finales         |  |  | Finale              | Finale              | Finale              | Finale              |
|  |                        |                   |                       |                   |          |          |                      |                      |                      |                      |  |  |                     |                     |                     |                     |
|  | 29 juin à Houston      | 29 juin à Houston | 29 juin à Houston     | 29 juin à Houston |          |          | 2 juillet à Glendale | 2 juillet à Glendale | 2 juillet à Glendale | 2 juillet à Glendale |  |  | 7 juillet à Chicago | 7 juillet à Chicago | 7 juillet à Chicago | 7 juillet à Chicago |
|  | 29 juin à Houston      | 29 juin à Houston | 29 juin à Houston     | 29 juin à Houston |          |          | 2 juillet à Glendale | 2 juillet à Glendale | 2 juillet à Glendale | 2 juillet à Glendale |  |  | 7 juillet à Chicago | 7 juillet à Chicago | 7 juillet à Chicago | 7 juillet à Chicago |
|  | Haïti                  | Haïti             | 3                     | 3                 |          |          | 2 juillet à Glendale | 2 juillet à Glendale | 2 juillet à Glendale | 2 juillet à Glendale |  |  | 7 juillet à Chicago | 7 juillet à Chicago | 7 juillet à Chicago | 7 juillet à Chicago |
|  | Haïti                  | Haïti             | 3                     | 3                 |          |          | 2 juillet à Glendale | 2 juillet à Glendale | 2 juillet à Glendale | 2 juillet à Glendale |  |  | 7 juillet à Chicago | 7 juillet à Chicago | 7 juillet à Chicago | 7 juillet à Chicago |
|  | Canada                 | Canada            | 2                     | 2                 |          |          | 2 juillet à Glendale | 2 juillet à Glendale | 2 juillet à Glendale | 2 juillet à Glendale |  |  | 7 juillet à Chicago | 7 juillet à Chicago | 7 juillet à Chicago | 7 juillet à Chicago |
|  | Canada                 | Canada            | 2                     | 2                 | Haïti    | Haïti    | 0                    | 0                    |                      |                      |  |  | 7 juillet à Chicago | 7 juillet à Chicago | 7 juillet à Chicago | 7 juillet à Chicago |
|  | 29 juin à Houston      |                   |                       |                   | Haïti    | Haïti    | 0                    | 0                    |                      |                      |  |  | 7 juillet à Chicago | 7 juillet à Chicago | 7 juillet à Chicago | 7 juillet à Chicago |
|  |                        |                   | Mexique               | Mexique           | 1 ap     | 1 ap     |                      |                      |                      |                      |  |  | 7 juillet à Chicago | 7 juillet à Chicago | 7 juillet à Chicago | 7 juillet à Chicago |
|  | Mexique                | Mexique           | Mexique               | Mexique           | 1 ap     | 1 ap     | 1ap (5)              | 1ap (5)              |                      |                      |  |  | 7 juillet à Chicago | 7 juillet à Chicago | 7 juillet à Chicago | 7 juillet à Chicago |
|  | Mexique                | Mexique           | 3 juillet à Nashville |                   |          |          | 1ap (5)              | 1ap (5)              |                      |                      |  |  | 7 juillet à Chicago | 7 juillet à Chicago | 7 juillet à Chicago | 7 juillet à Chicago |
|  | Costa Rica             | Costa Rica        | 1 tab(4)              | 1 tab(4)          |          |          |                      |                      |                      |                      |  |  | 7 juillet à Chicago | 7 juillet à Chicago | 7 juillet à Chicago | 7 juillet à Chicago |
|  | Costa Rica             | Costa Rica        | 1 tab(4)              | 1 tab(4)          | Mexique  | Mexique  | 1                    | 1                    |                      |                      |  |  |                     |                     |                     |                     |
|  | 30 juin à Philadelphie |                   |                       |                   | Mexique  | Mexique  | 1                    | 1                    |                      |                      |  |  |                     |                     |                     |                     |
|  |                        |                   | États-Unis            | États-Unis        | 0        | 0        |                      |                      |                      |                      |  |  |                     |                     |                     |                     |
|  | Jamaïque               | Jamaïque          | États-Unis            | États-Unis        | 0        | 0        | 1                    | 1                    |                      |                      |  |  |                     |                     |                     |                     |
|  | Jamaïque               | Jamaïque          |                       |                   |          |          |                      |                      |                      |                      |  |  |                     |                     |                     |                     |
|  | Panama                 | Panama            | 0                     | 0                 |          |          |                      |                      |                      |                      |  |  |                     |                     |                     |                     |
|  | Panama                 | Panama            | 0                     | 0                 | Jamaïque | Jamaïque | 1                    | 1                    |                      |                      |  |  |                     |                     |                     |                     |
|  | 30 juin à Philadelphie |                   |                       |                   | Jamaïque | Jamaïque | 1                    | 1                    |                      |                      |  |  |                     |                     |                     |                     |
|  |                        |                   | États-Unis            | États-Unis        | 3        | 3        |                      |                      |                      |                      |  |  |                     |                     |                     |                     |
|  | États-Unis             | États-Unis        | États-Unis            | États-Unis        | 3        | 3        | 1                    | 1                    |                      |                      |  |  |                     |                     |                     |                     |
|  | États-Unis             | États-Unis        |                       |                   |          |          |                      | 1                    |                      |                      |  |  |                     |                     |                     |                     |
|  | Curaçao                | Curaçao           | 0                     | 0                 |          |          |                      |                      |                      |                      |  |  |                     |                     |                     |                     |
|  | Curaçao                | Curaçao           | 0                     | 0                 |          |          |                      |                      |                      |                      |  |  |                     |                     |                     |                     |
|  |                        |                   |                       |                   |          |          |                      |                      |                      |                      |  |  |                     |                     |                     |                     |

### Quarts de finale
| Match 25                          | Haïti                                        | 3 - 2   | Canada                    | NRG Stadium, Houston                          |                                               |
| 29 juin 2019 18h00 (heure locale) | Nazon 50e · Bazile 70e (pen.) · Guerrier 76e | (0 - 2) | 18e David · 28e Cavallini | Spectateurs : 70 788 Arbitrage : Jair Marrufo | Spectateurs : 70 788 Arbitrage : Jair Marrufo |
| 29 juin 2019 18h00 (heure locale) | Rapport                                      |         |                           | Spectateurs : 70 788 Arbitrage : Jair Marrufo | Spectateurs : 70 788 Arbitrage : Jair Marrufo |

| Match 26                          | Mexique                                                   | 1 - 1 a. p.       | Costa Rica                                        | NRG Stadium, Houston                        |                                             |
| 29 juin 2019 21h00 (heure locale) | Jiménez 44e                                               | (1 - 0, 1 - 1)    | 52e (pen.) Ruiz                                   | Spectateurs : 70 788 Arbitrage : John Pitti | Spectateurs : 70 788 Arbitrage : John Pitti |
| 29 juin 2019 21h00 (heure locale) | Rapport                                                   |                   |                                                   | Spectateurs : 70 788 Arbitrage : John Pitti | Spectateurs : 70 788 Arbitrage : John Pitti |
| 29 juin 2019 21h00 (heure locale) | Jiménez · Montes · Alvarado · Gallardo · Moreno · Salcedo | Tirs au but 5 - 4 | Borges · Aguilar · Leal · Duarte · Calvo · Fuller | Spectateurs : 70 788 Arbitrage : John Pitti | Spectateurs : 70 788 Arbitrage : John Pitti |

| Match 27                          | Jamaïque            | 1 - 0   | Panama | Lincoln Financial Field, Philadelphie          |                                                |
| 30 juin 2019 17h30 (heure locale) | Mattocks 74e (pen.) | (0 - 0) |        | Spectateurs : 26 233 Arbitrage : Mario Escobar | Spectateurs : 26 233 Arbitrage : Mario Escobar |
| 30 juin 2019 17h30 (heure locale) | Rapport             |         |        | Spectateurs : 26 233 Arbitrage : Mario Escobar | Spectateurs : 26 233 Arbitrage : Mario Escobar |

| Match 28                          | États-Unis   | 1 - 0   | Curaçao | Lincoln Financial Field, Philadelphie            |                                                  |
| 30 juin 2019 20h00 (heure locale) | McKennie 25e | (1 - 0) |         | Spectateurs : 26 233 Arbitrage : Adonai Escobedo | Spectateurs : 26 233 Arbitrage : Adonai Escobedo |
| 30 juin 2019 20h00 (heure locale) | Rapport      |         |         | Spectateurs : 26 233 Arbitrage : Adonai Escobedo | Spectateurs : 26 233 Arbitrage : Adonai Escobedo |

### Demi-finales
| Match 29                            | Haïti   | 0 - 1 a. p. | Mexique     | State Farm Stadium, Glendale                           |                                                        |
| 2 juillet 2019 19h30 (heure locale) |         | (0 - 0)     | 93e Jiménez | Spectateurs : 64 128 Arbitrage : Abdulrahman Al-Jassim | Spectateurs : 64 128 Arbitrage : Abdulrahman Al-Jassim |
| 2 juillet 2019 19h30 (heure locale) | Rapport |             |             | Spectateurs : 64 128 Arbitrage : Abdulrahman Al-Jassim | Spectateurs : 64 128 Arbitrage : Abdulrahman Al-Jassim |

| Match 30                            | Jamaïque      | 1 - 3   | États-Unis                    | Nissan Stadium, Nashville                    |                                              |
| 3 juillet 2019 20h30 (heure locale) | Nicholson 69e | (0 - 1) | 9e McKennie · 52e 87e Pulisic | Spectateurs : 28 473 Arbitrage : Iván Barton | Spectateurs : 28 473 Arbitrage : Iván Barton |
| 3 juillet 2019 20h30 (heure locale) | Rapport       |         |                               | Spectateurs : 28 473 Arbitrage : Iván Barton | Spectateurs : 28 473 Arbitrage : Iván Barton |

### Finale
| Match 31 (finale)                   | Mexique        | 1 - 0   | États-Unis | Soldier Field, Chicago                         |                                                |
| 7 juillet 2019 20h15 (heure locale) | dos Santos 73e | (0 - 0) |            | Spectateurs : 62 493 Arbitrage : Mario Escobar | Spectateurs : 62 493 Arbitrage : Mario Escobar |
| 7 juillet 2019 20h15 (heure locale) | Rapport        |         |            | Spectateurs : 62 493 Arbitrage : Mario Escobar | Spectateurs : 62 493 Arbitrage : Mario Escobar |

| Mexique | États-Unis |

| Mexique :       |    |                     |  |     |
|                 |    |                     |  |     |
| Gardien de but  | 13 | Guillermo Ochoa     |  |     |
|                 | 21 | Luis Rodríguez (es) |  |     |
|                 | 3  | Carlos Salcedo      |  |     |
|                 | 15 | Héctor Moreno       |  |     |
|                 | 23 | Jesús Gallardo      |  |     |
|                 | 6  | Jonathan dos Santos |  |     |
|                 | 4  | Edson Álvarez       |  |     |
|                 | 18 | Andrés Guardado     |  | 89e |
|                 | 22 | Uriel Antuna        |  | 86e |
|                 | 9  | Raúl Jiménez        |  |     |
|                 | 20 | Rodolfo Pizarro     |  | 81e |
| Remplaçants :   |    |                     |  |     |
|                 | 8  | Carlos Rodríguez    |  | 81e |
|                 | 11 | Roberto Alvarado    |  | 86e |
|                 | 5  | Diego Reyes         |  | 89e |
| Sélectionneur : |    |                     |  |     |
| Gerardo Martino |    |                     |  |     |

| États-Unis :    |    |                   |  |     |
|                 |    |                   |  |     |
| Gardien de but  | 1  | Zack Steffen      |  |     |
|                 | 14 | Reggie Cannon     |  |     |
|                 | 19 | Matt Miazga       |  |     |
|                 | 23 | Aaron Long        |  |     |
|                 | 13 | Tim Ream          |  | 83e |
|                 | 8  | Weston McKennie   |  |     |
|                 | 10 | Christian Pulisic |  |     |
|                 | 4  | Michael Bradley   |  |     |
|                 | 11 | Jordan Morris     |  | 61e |
|                 | 17 | Jozy Altidore     |  | 64e |
|                 | 7  | Paul Arriola      |  |     |
| Remplaçants :   |    |                   |  |     |
|                 | 15 | Cristian Roldan   |  | 61e |
|                 | 9  | Gyasi Zardes      |  | 64e |
|                 | 16 | Daniel Lovitz     |  | 83e |
| Sélectionneur : |    |                   |  |     |
| Gregg Berhalter |    |                   |  |     |

| Assistants : William Arrieta Humberto Panjoj Quatrième arbitre : Juan Gabriel Calderón Homme du Match : Jonathan dos Santos |

## Récompenses
- Meilleur joueur :  Raúl Jiménez
- Meilleur gardien :  Guillermo Ochoa
- Meilleur jeune joueur :  Christian Pulisic
- Meilleur buteur :  Jonathan David

## Équipe type
| Gardien         | Défenseur                                                    | Milieu                                              | Attaquant                                     |
| --------------- | ------------------------------------------------------------ | --------------------------------------------------- | --------------------------------------------- |
| Guillermo Ochoa | Luis Rodríguez (es) Aaron Long Carlos Salcedo Jesús Gallardo | Andrés Guardado Jonathan dos Santos Michael Bradley | Jonathan David Raúl Jiménez Christian Pulisic |